# مانوتسی
مانوتسی (به بلغاری: Manevtsi) یک منطقهٔ مسکونی در بلغارستان است که در تریاونا واقع شده است.